# Festa Major del Coll
La Festa Major del Coll se celebra la segona quinzena de setembre al barri del Coll, del districte de Gràcia a Barcelona.
La festa major se celebra en honor de la mare de Mare de Déu del Coll que és la patrona d'una ermita romànica que actualment és la parròquia del barri. El Coll fa una festa major de quatre dies, que sol començar per la Diada Nacional de Catalunya i s'allarga fins al diumenge següent. El 13 de setembre és la diada de la Mare de Déu, i aquell dia es fa una ofrena floral a l'antiga ermita, avui convertida en parròquia del barri. La festa major també inclou un programa d'activitats, amb torneigs esportius, àpats populars, balls de festa major i festivals infantils.
La festa major del barri va estretament vinculada a l'antiga ermita de la Mare de Déu del Coll, coneguda també per la Font-rúbia. Data del segle xi i durant molts anys era un santuari de muntanya situat en un encreuament de camins entre les viles de Gràcia i Horta. A partir dels segles xviii i xix entrà en decadència, però en aquella època es va posar de moda de fer aplecs i fontades pels entorns. Així doncs, és molt probable que l'embrió de l'actual festa major fos l'aplec que es feia anualment per la diada de la patrona.
Entre les activitats destacades hi trobem les havaneres, les ofrenes florals i les ballades de gegants i la processó i sardanes. Els actes de la festa major es clouen amb una cantada d'havaneres seguida de rom cremat, a la plaça de Salvador Allende. El dia de la patrona, la Mare de Déu del Coll, a l'interior del temple, es fa una ofrena floral seguida d'un ball dels gegants del Coll. Després de l'ofrena floral i els protocols es treu la marededeu en processó pels carrers del barri. Quan s'arriba al mirador de Joan Sales, la processó s'acaba i comença una ballada de sardanes.